# École de la cause freudienne
L'École de la cause freudienne (ou ECF) est une association de psychanalystes d'orientation lacanienne, créée en 1981. 

## Histoire

### 1964-1981. De l'École freudienne de Paris à l'École de la cause freudienne
Jacques Lacan amorce le 5 janvier 1980, la dissolution de l’École freudienne de Paris qu'il avait fondée en juin 1964 et annonce le 21 février 1980 la fondation de la Cause freudienne, dont il confie la direction à Solange Faladé, Charles Melman et Jacques-Alain Miller, son gendre. Des conflits internes à cette nouvelle association provoquent les départs de Charles Melman et de Solange Faladé. L'École de la Cause freudienne est par la suite développée par Jacques-Alain Miller. Il en fut un temps le Président.

### 1992. L'École de la cause freudienne et l'Association mondiale de psychanalyse
Jacques-Alain Miller fonde en 1992 l'Association mondiale de psychanalyse qui rassemble des associations psychanalytiques organisées sur le même principe que l'École de la cause freudienne.
L'École de la Cause freudienne est une association reconnue d'utilité publique depuis 2006.
L'École de la cause freudienne et l'Association Mondiale de psychanalyse maintiennent vivante la pratique de la passe instaurée par Lacan afin d'éclairer le devenir psychanalyste.

### Édition
L'ECF édite deux revues :
- La Cause du désir[5]. Cette revue prend la suite en 2012, à partir du no 80, de la revue La Cause freudienne[6].
- Quarto[7]. Revue de psychanalyse publiée en Belgique.

Elle publie également un blog, Hebdo-blog qui remplace La Lettre mensuelle. Un autre blog existe, Lacan Quotidien.